# 马扎冈造船厂
马扎冈造船厂（英語：Mazagon Dock Shipbuilders Limited），全称马扎冈船坞造船有限公司，是一家位于印度孟买的大型造船厂。该造船厂为印度海军建造包括导弹驱逐舰、巡防舰、潜艇在内的各型舰艇，此外还建造商用船只和海上平台。1934年注册为上市公司，1960年被印度政府接管。2025年6月，宣佈收購斯里蘭卡最大造船商可倫坡造船廠51%股權（原為日本尾道造船廠所有）。

## 海军舰艇
由马扎冈造船厂建造的海军舰艇包括了：
- 驱逐舰：德里级驱逐舰，加尔各答级驱逐舰，维沙卡帕特南级驱逐舰[7]
- 巡防舰：尼爾吉里級巡防艦 (1972年)（英语：Nilgiri-class frigate (1972)），戈达瓦里级巡防舰（英语：Godavari-class frigate），什瓦利克级巡防舰，尼爾吉里級巡防艦 (2019年)[8]
- 护卫舰：库克里级护卫舰（英语：Khukri-class corvette）[9]
- 潜艇：紹基號潛艇（英语：INS Shalki (S46)），善庫號潛艇（英语：INS Shankul (S47)）（此两艇为209級潛艇亞型），鮋魚級潛艇[10][11]
- 还建造导弹快艇、海警用近海巡逻舰（OPV）